# Schwarzatal
Schwarzatal är en stad i Landkreis Saalfeld-Rudolstadt i förbundslandet Thüringen i Tyskland. Staden bildades den 1 januari 2019 genom en sammanslagning av staden Oberweißbach/Thüringer Wald och kommunerna Meuselbach-Schwarzmühle och Mellenbach-Glasbach.
Kommunen ingår i förvaltningsgemenskapen Schwarzatal tillsammans med kommunerna Cursdorf, Deesbach, Döschnitz, Katzhütte, Meura, Rohrbach, Schwarzburg, Sitzendorf och Unterweißbach.